# 2002年科技
以下是2002年科學技術領域所發生的一些重要事件。

## 天文學與太空探索
- 6月6日– 東地中海事件；估計直徑為10公尺的物體在地中海上空撞擊地球大氣層並在半空中引爆。[1]
- 9月25日 - 俄羅斯伊爾庫茨克州可能發生的火流星撞擊維季姆事件。[2]

## 诺贝尔奖
- 物理：
  - 美国科学家雷蒙德·戴维斯、日本科学家小柴昌俊和美国科学家里卡尔多·贾科尼
    - “表彰他们在天体物理学领域做出的先驱性贡献，其中包括在“探测宇宙中微子”和“发现宇宙X射线源”方面的成就。”
- 化学：
  - 约翰·芬恩（John B. Fenn，美国科学家，1917年－）、田中耕一（日本科学家，1959年－）和库尔特·维特里希（Kurt Wüthrich，瑞士科学家，1938年－）
    - “表彰他们发明了对生物大分子进行识别和结构分析的方法。”
- 生理和医学：
  - 英国科学家悉尼·布伦纳、约翰·苏尔斯顿和美国科学家罗伯特·霍维茨
    - “表彰他们在器官发育及细胞程序化死亡的基因调节方面做出的贡献。”
- 文学：
  - 凯尔泰斯·伊姆雷（Imre Kertész，匈牙利作家，1929年－）
    - “表彰他对脆弱的个人在对抗强大的野蛮强权时痛苦经历的深刻刻划以及他独特的自传体文学风格。”
- 和平：
  - 美国前总统吉米·卡特
    - “表彰他几十年来不知疲倦地投身于寻求和平解决国际冲突、推进民主与人权、促进经济与社会发展的事业中。”
- 经济：
  - 丹尼爾·卡內曼（Daniel Kahneman，美国及以色列双重国籍，经济学家，1934年－）和弗农·史密斯（Vernon L. Smith，美国经济学家，1927年－）
    - “表彰他们在心理和实证经济学研究方面所做的开拓性工作。”

## 另見
- 科學年表